# 真哥

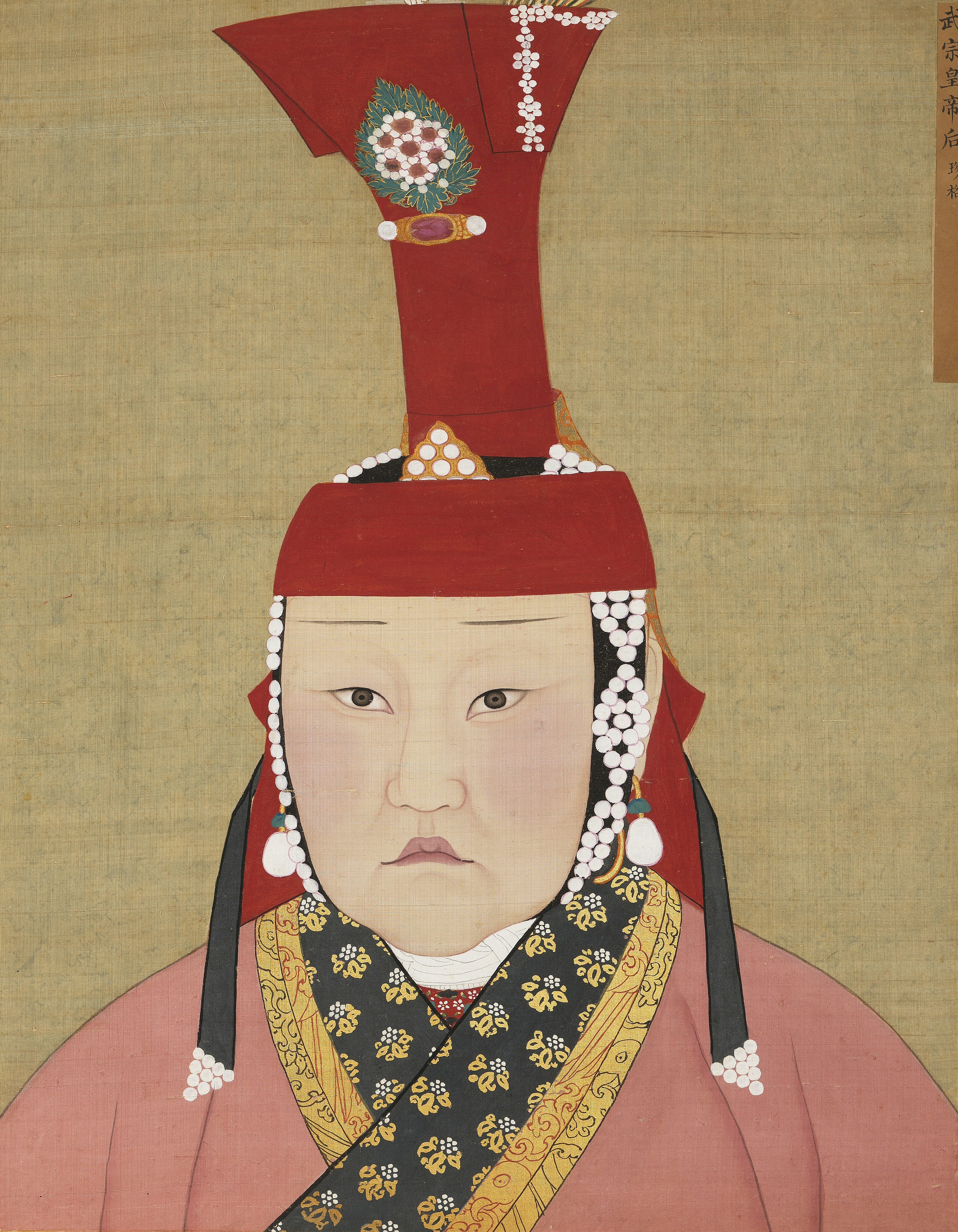
弘吉剌·真哥皇后

真哥皇后（13世纪？—1327年），弘吉剌氏，元武宗海山的皇后，脱怜子迸不剌之女。
出生年份没有记载。至大三年（1310年）四月，立为皇后。元仁宗皇庆二年（1313年），设立长秋寺，掌皇后宫政，官秩三品。元泰定帝泰定四年（1327年）十一月真哥皇后驾崩，上尊谥号宣慈惠圣皇后，升祔武宗庙。其从妹速哥失里（元世祖察必皇后之父按陈的从孙哈兒只之女），也是元武宗的一个皇后。

## 延伸阅读
[在维基数据编辑]
 《元史·卷114》，出自宋濂《元史》
 《新元史/卷104》，出自柯劭忞《新元史》